# Lüsslingen-Nennigkofen
Lüsslingen-Nennigkofen is een Gemeente in het district Bucheggberg dat behoort tot het kanton Solothurn. Lüsslingen-Nenningkofen heeft 991 inwoners. 

## Geschiedenis
Lüsslingen-Nennigkofen is een fusiegemeente ontstaan op 1 januari 2013 uit de gemeenten Lüsslingen en Nennigkofen.

## Geografie
Lüsslingen-Nennigkofen heeft een oppervlakte van 7,81 vierkante kilometer en grenst aan de buurgemeenten Bellach, Biberist, Leuzigen, Lohn-Ammannsegg, Lüterkofen-Ichertswil en Selzach.
Lüsslingen-Nennigkofen heeft een gemiddelde hoogte van 439 meter.

## Politiek
In het gemeentebestuur van Lüsslingen-Nennigkofen is de Vrijzinnig Democratische Partij. De Liberalen de grootste partij met 26,5 procent van de zetels,  de Sociaaldemocratische Partij van Zwitserland met 18,8 procent,  de Zwitserse Volkspartij met 15,6 procent,  de Groene Partij van Zwitserland met 15,5 procent,  de Christendemocratische Volkspartij en de Grünliberale Partei allebei 7,1 procent van de zetels, de Burgerlijk-Democratische Partij met 5.3 procent,  de Evangelische Volkspartij met 0,7 procent en de overige partijen 3,4 procent van de zetels.